# Poeta Magica
Poeta Magica ist eine deutsche Folkband aus dem mittelhessischen Dexbach.

## Bandgeschichte
Holger Funke ist der Kopf der Musikgruppe. Er studierte mittelhochdeutsche Philologie und war Mitglied der Mittelaltergruppe Elster Silberflug.
Er betätigt sich neben seiner Funktion als Bandleader auch als Eventmanager und Instrumentenbauer. Ebenfalls zeichnet er in der Regel für Arrangement und Produktion der Werke verantwortlich.
2001 erschien das Album Ragnar, dessen Stücke unter Verwendung traditioneller Weisen aus Schweden, Norwegen und der Bretagne entstanden.

## Diskografie
MC
- 1995: Vox Salica

CD
- 1994: Minne, Mystik, Meistersang (Verlag der Spielleute)
- 1996: in Taberna… mori (Verlag der Spielleute)
- 1997: Raben, Runen, Raukar (Verlag der Spielleute)
- 1999: Ferox (Verlag der Spielleute)
- 2001: Ragnar (Verlag der Spielleute)
- 2003: Froy (Verlag der Spielleute)
- 2004: Décades (The Best of Poeta Magica) (Doppel-CD, Verlag der Spielleute)
- 2006: Edda, Vol. 1 (Verlag der Spielleute)
- 2008: Drøm (Eigenverlag)
- 2010: Edda II audiobook (Kom4)
- 2014: Saga